# ميخائيل إس. شيري
ميخائيل إس. شيري (بالإنجليزية: Michael S. Sherry)‏ هو مؤرخ ثقافي ‏ ومؤرخ وكاتب ومؤرخ عسكري أمريكي، ولد في 1945.